# Philipp Waller
Philipp Waller (Linz, 26 de setembro de 1995) é um jogador de vôlei de praia austríaco.

## Carreira
Iniciou na prática desportiva no futebol, ingressou em 4 de setembro de 2002 no clube SV Feldbach 1919depois passou a praticar o basquetebol  em 2010 atuou pelo Graz Liebenau., paralelamente atuou como oposto pelo UVC Grazaté 2016.
Em 2013, competia no voleibol indoor (quadra) foi convocado para seleção austríaca e disputou o Campeonato Europeu Sub-19, na Sérvia e na Bósnia-Herzegovina, como ponteiro e terminou na oitava posição, mais tarde jogou pelo VBK Klagenfurt até 2017..
Em 2012, formou dupla com Niklas Steiner na edição do Campeonato Europeu Sub-18 em Brno e finalizaram na sétima posição.No ano seguinte, esteve com Paul Buchegger no Campeonato Mundial Sub-19 de 2013 em Porto e terminaram em quinto lugar.No circuito austríaco terminou em nono lugar em Krems ao lado de Lukas Peter Stranger, e o décimo terceiro lugar em Fürstenfeld  e também em Graz com Benedikt Kattner, juntos disputaram o Campeonato Mundial Sub-21 de 2014 em Lárnaca, no circuito nacional obteve o terceiro lugar em Wolfurt com Fabian Kriener  alcançou o vigésimo quinto lugar no Campeonato Europeu Sub-20 em Cesenatico com Moritz Pristauz.
Em 2015, esteve com Maximilian Trummer e terminaram na décima sétima posição na etapa de Rum e o sétimo  lugar em Lienz com Reinhard Hölzel. Em 2016, competiu ao lado de Moritz Kindl na etapa nacional Podersdorf, e finalizaram na sétima posição e nono em Zell am See, mesma posição obtida em Krems com Simon Baldauf, quarta posição com Michael Murauer em Fürstenfeld,  quinto em Wolfurt e o nono lugar em Litzberg. Na temporada do circuito nacional de 2017, esteve com Maximilian Trummer e terminaram em quinto lugar nas etapas de Neusiedl e Wolfurt, sétima colocação em Fürstenfeld e a nona em Litzberg, terminou ainda e sétimo lugar em St.Johann im Pongau ao lado de Mathias Seiser, e com Julian Hörl terminou na nona posição no torneio uma estrela em Aalsmeer pelo circuito mundial.
No circuito mundial de 2018, esteve com Thomas Kunert e como melhor desempenho do dueto, obtiveram o nono lugar no torneio uma estrela em Aydın e o quinto em Alanya, depois com Robin Seidl terminaram em nono no torneio uma estrela de Baden, foram medalhistas de ouro no torneio três estrelas em Haiyang, quinto no evento em Tóquio e Qinzhou, mesma posição no quatro estrelas em Yangzhou, décimo sétimo lugar no cinco estrelas em Viena e no quatro estrelas de Las Vegas. 
Juntos permaneceram para 2019, foram campeões ba etapa nacional de Seewalchen, ainda conquistaram como melhores resultados, os nonos lugares nos torneios quatro estrelas em Doha e Itapema, e disputaram o Mundial de Hamburgo de 2019, ocasião que terminaram em nono lugar, ainda finalizaram em décimo sétimo lugar no Campeonato Europeu de 2019 em Moscou, nesta mesma cidade repetiram a colocação no torneio quatro estrelas, finalizaram a trigésima terceira posição no Finals FIVB de Roma, alcançaram o nono no qualificatório olímpico na China e o quinto lugar no torneio quatro estrelas em Chetumal.
Em 2020, esteve com Robin Seidl e terminaram em nono lugar no torneio quatro estrelas em Doha, o circuito nacional terminou em quinto em Innsbruck , sendo campeões no primeiro evento em Baden e terceiro no segundo evento, esteve ainda com Julian Hörl na conquista do título em Wolfurt. Renovaram a parceria para as competições de 2021, conquistaram os títulos nacionais em Tulln, Litzberg e St.Johann, terminaram em quarto na Continental Cup em Baden  quinto lugar na fase final desta nos Países Baixos; terminaram em nono nos torneios quatro estrelas em Sochi, Ostrava e Gstaad, também finalizaram em décimo sétimo lugar no Campeonato Europeu de 2021 em Viena.
Na temporada de 2022, conquistou o vice-campeonato na etapa nacional em Baden ao lado de Felix Friedl e esteve com Robin Seidl  conquistaram o título nacional em Seewalchen am Attersee, no circuito mundial, e terminaram em nono lugar no Elite 16 em Rosarito (México), Ostrava, Jūrmala, Gstaad e Hamburgo, assim como no Challenge de Itapema, quarto lugar no Elite 16 em Cidade do Cabo, ainda terminaram em quinto no Challenge de Doha e no Elite 16 de Uberlândia, disputaram o Mundial de Roma 2022 e terminaram na nona posição, alcançaram a quinta posição no Campeonato Europeu de 2022 em Munique.
Iniciou 2023, com Robin Seidl e terminaram na décima sétima posição no Elite 16 em Doha, depois formou dupla com Martin Ermacorae terminaram em nono lugar nos Challenges de La Paz (México) e Itapema, em seguida voltou a atuar com Julian Hörl e terminaram em quinto na etapa do circuito austríaco em Neusiedl e o primeiro lugar a Continental Cup, fase de grupos em Madrid, posteriormente competiu com Martin Ermacora e terminaram em quinto no Challenge de Edmonton, a medalha de ouro no Future de Baden, e no circuito nacional eles foram vice-campeões em Baden e o título no circuito MEVZA m Innsbruck e terminaram a vigésima quinta posição no Campeonato Europeu de 2023 em Viena.

## Títulos e resultados
- Future de Baden do Circuito Mundial de 2023
- 3* de Haiyang do Circuito Mundial de 2018
- Future de Baden do Circuito Mundial de 2022
- Elite 16 de Cidade do Cabo do Circuito Mundial de 2022